# Referendum in Wales 1997

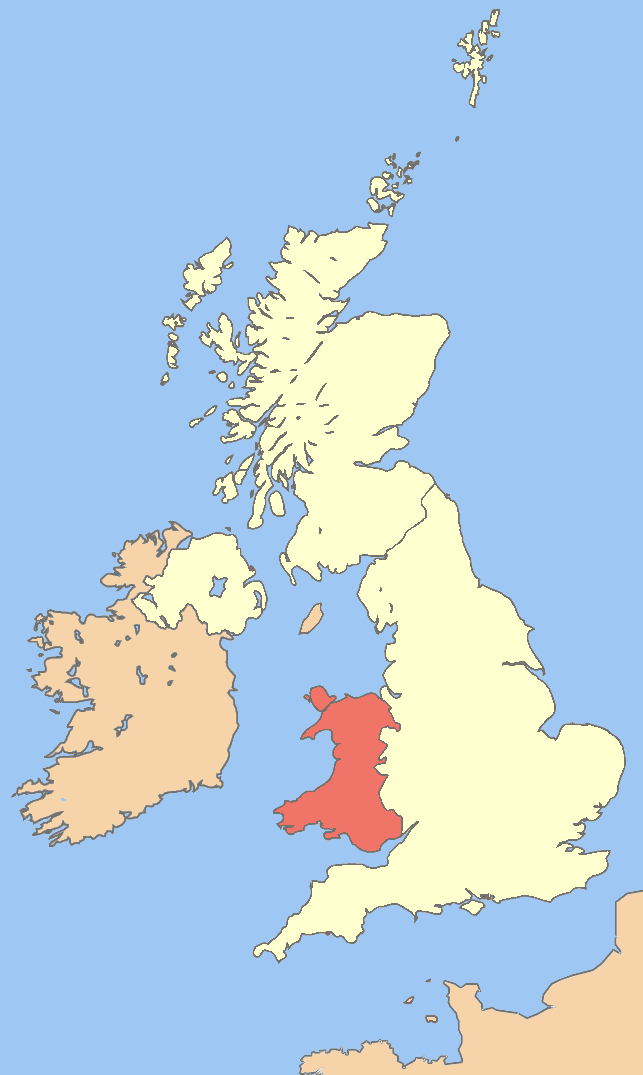
Lage von Wales im Vereinigten Königreich

Am 18. September 1997 fand ein Referendum in Wales (walisisch Refferendwm datganoli i Gymru, englisch Welsh devolution referendum) statt, bei dem die Abstimmenden sich zur Frage äußern konnten, ob ein eigenes walisisches Regionalparlament eingerichtet werden sollte. Mit einer sehr knappen Mehrheit entschieden sich die Abstimmenden für die Einrichtung eines solchen Parlaments.

## Vorgeschichte
Im Jahr 1979 hatte bereits ein erstes Referendum zur Frage der Einrichtung eines walisischen Parlaments stattgefunden. Im Gegensatz zu Schottland, wo eine knappe Mehrheit der Abstimmenden in einem ähnlichen Referendum 1979 für ein schottisches Parlament votierte, hatten die Waliser sich mit einer großen Mehrheit von 79,4 % der Stimmen gegen ein walisisches Parlament ausgesprochen. In den folgenden Jahren gab es dann wenig Entwicklungen in Hinblick auf eine größere walisische Autonomie.
Im Jahr 1983 nahm die walisische Liberal Party das Ziel der Selbstverwaltung von Wales in ihr Parteiprogramm auf. Die Conservative Party vertrat dagegen eine unionistische Politik und sprach sich strikt gegen eine devolution aus, da sie darin den Anfang des Zerfalls des Vereinigten Königreichs erblickte. Die Labour Party verhielt sich lange Zeit gegenüber den Ideen der Dezentralisierung des Vereinigten Königreichs skeptisch, nahm jedoch im Jahr 1992, noch als Oppositionspartei, das Ziel der Schaffung eines walisischen Parlaments in ihr Parteiprogramm auf. Führende walisische Labour-Politiker waren Ron Davies und Rhodri Morgan. Anders als in Schottland gab es keine größere Koalition zwischen verschiedenen Parteien zur gemeinsamen Verfolgung des Ziels der walisischen Selbstverwaltung innerhalb des Vereinigten Königreichs, sondern die Labour Party war in dieser Frage die dominierende und treibende politische Kraft. Im März 1996 kam es zu einem Abkommen zwischen dem walisischen Vorsitzenden der Labour Party und der Liberal Democrats in Wales, Ron Davies und Alex Carlile über die gemeinsame Unterstützung eines ‚Ja‘-Votums bei einem künftigen Referendum über die Einrichtung eines walisischen Parlaments. Nachdem die Labour Party einem Additional Member System-Wahlrecht statt des ursprünglich von ihr anvisierten first-past-the-post zugestimmt hatte, schlossen sich auch die Liberal Party und die separatistische Regionalpartei Plaid Cymru den Referendums-Unterstützern an.

## Durchführung des Referendums und Ergebnisse
Nachdem Labour die Unterhauswahlen 1997 am 1. Mai 1997 in einem Erdrutschsieg gewonnen hatte, wurde das versprochene Referendum für den 18. September 1997 angesetzt. Eine Woche zuvor fand das Referendum in Schottland statt, das mit einem überzeugenden Sieg der Befürworter der Selbstverwaltung ausging. Die beiden Aussagen, die den Walisern parallel in englischer und in walisischer Sprache vorgelegt wurden und alternativ anzukreuzen waren, lauteten:

„Parliament has decided to consult people in Wales on the Government's proposals for a Welsh Assembly. /
Mae'r Senedd wedi penderfynu ymgynghori pobl yng Nghymru ar gynigion y Llywodraeth ar gyfer Cynulliad i Gymru.
I agree that there should be a Welsh Assembly / I do not agree that there should be a Welsh Assembly.
Yr wyf yn cytuno y dylid cael cynulliad i Gymru / Nid wyf yn cytuno y dylid cael cynulliad i Gymru“

„Das Parlament hat beschlossen, die Bewohner von Wales zu den Vorschlägen der Regierung für eine walisische Versammlung zu befragen.
Ich bin dafür, dass ein walisisches Parlament gebildet wird. / Ich bin dagegen, dass ein walisisches Parlament gebildet wird.“

Die Befürworter der Selbstverwaltung von Wales sammelten sich unter der Parole Yes for Wales („Ja zu Wales“). Dahinter standen die Labour Party, die Liberal Democrats und Plaid Cymru. Sogar vereinzelte Konservative wie Sir Wyn Roberts, der zwischen 1979 und 1995 im Welsh Office der britischen Regierung tätig gewesen war, unterstützten die Yes-Kampagne. Die Gegner der devolution traten unter dem Slogan "Just Say No" („Sag einfach Nein“) an. Dahinter standen vor allem Aktivisten der Konservativen Partei, aber auch einige Dissidenten der Labour Party.
Das Ergebnis des Referendums fiel sehr knapp aus und am Wahlabend hing zuletzt alles an den Ergebnissen aus Carmarthenshire, die als letzte eintrafen. Letztlich gewannen die Befürworter mit 559.419 (50,3 %) gegen 552.698 (49,7 %) Stimmen. Die Wahlbeteiligung lag bei 50,1 %.
| Principal Area     | Beteiligung | Beteiligung | Ja-Stimmen | Ja-Stimmen | Nein-Stimmen | Nein-Stimmen |
| Principal Area     | %           | Zahl        | Zahl       | %          | Zahl         | %            |
| ------------------ | ----------- | ----------- | ---------- | ---------- | ------------ | ------------ |
| Isle of Anglesey   | 56,9        | 30.744      | 15.649     | 50,9       | 15.095       | 49,1         |
| Bridgend           | 50,6        | 50.804      | 27.632     | 54,4       | 23.172       | 45,6         |
| Caerphilly         | 49,3        | 63.671      | 34.830     | 54,7       | 28.841       | 45,3         |
| Cardiff            | 46,9        | 107.116     | 47.527     | 44,4       | 59.589       | 55,6         |
| Carmarthenshire    | 56,4        | 75.234      | 49.115     | 65,3       | 26.119       | 34,7         |
| Ceredigion         | 56,8        | 30.918      | 18.304     | 59,2       | 12.614       | 40,8         |
| Conwy              | 51,5        | 44.890      | 18.369     | 40,9       | 26.521       | 59,1         |
| Denbighshire       | 49,7        | 35.003      | 14.271     | 40,8       | 20.732       | 59,2         |
| Flintshire         | 41,0        | 46.453      | 17.746     | 38,2       | 28.707       | 61,8         |
| Vale of Glamorgan  | 54,3        | 48.389      | 17.776     | 36,7       | 30.613       | 63,3         |
| Blaenau Gwent      | 49,3        | 27.165      | 15.237     | 56,1       | 11.928       | 43,9         |
| Gwynedd            | 59,8        | 55.284      | 35.425     | 64,1       | 19.859       | 35,9         |
| Merthyr Tydfil     | 49,5        | 21.828      | 12.707     | 58,2       | 9.121        | 41,8         |
| Monmouthshire      | 50,5        | 32.995      | 10.592     | 32,1       | 22.403       | 67,9         |
| Neath Port Talbot  | 51,9        | 55.193      | 36.730     | 66,5       | 18.463       | 33,5         |
| Newport            | 45,9        | 43.189      | 16.172     | 37,4       | 27.017       | 62,6         |
| Pembrokeshire      | 52,6        | 46.691      | 19.979     | 42,8       | 26.712       | 57,2         |
| Powys              | 56,2        | 54.004      | 23.038     | 42,7       | 30.966       | 57,3         |
| Rhondda Cynon Taff | 49,9        | 87.563      | 51.201     | 58,5       | 36.362       | 41,5         |
| Swansea            | 47,1        | 82.350      | 42.789     | 52,0       | 39.561       | 48,0         |
| Torfaen            | 45,5        | 31.610      | 15.756     | 49,8       | 15.854       | 50,2         |
| Wrexham            | 42,4        | 41.023      | 18.574     | 45,3       | 22.449       | 54,7         |
| Wales              | 50,1        | 1.112.117   | 559.419    | 50,3       | 552.698      | 49,7         |

Ergebnisse nach Verwaltungseinheiten (Prozent „Ja“-Stimmen)

In Folge des Ergebnisses des Referendums erlangte der Government of Wales Act, der die walisische Selbstverwaltung regelte, 1998 Gesetzeskraft. Am 6. Mai 1999 fand die erste Wahl zur neu geschaffenen walisischen Nationalversammlung statt.